# Wood Village
Wood Village è una città degli Stati Uniti d'America situata nell'Oregon, nella Contea di Multnomah. La comunità fa parte dell'area metropolitana di Portland.